# روبرت إليس (لاعب كرة قاعدة)
روبرت إليس (بالإنجليزية: Robert Ellis)‏ هو لاعب كرة قاعدة أمريكي، ولد في 15 ديسمبر 1970 في باتون روج في الولايات المتحدة.

## وصلات خارجية
- روبرت إليس على موقعبيزبول رفرنس.كوم (الدوري الرئيسي) (الإنجليزية)
- روبرت إليس على موقعبيزبول رفرنس.كوم (الدوري الثانوي) (الإنجليزية)
- روبرت إليس على موقع مشجعي الرسوم البيانية (الإنجليزية)